# My Little Pony: Equestria Girls - Rainbow Rocks
My Little Pony: Equestria Girls - Rainbow Rocks es una película animada del año 2014 que sirve como secuela de la película My Little Pony: Equestria Girls y un spin-off de la serie de televisión My Little Pony: La magia de la amistad. La película fue anunciada por Hasbro como parte de un equipo de prensa en la Feria Internacional del Juguete 2014 y se estrenó en Estados Unidos y Canadá el 27 de septiembre de 2014. En Hispanoamérica, la película se estrenó el 15 de noviembre de 2014 en horario estelar y el 29 de noviembre del mismo año en horario estelar.
La película re-visualiza los personajes principales de la serie, normalmente ponis, como personajes humanos en un entorno de escuela secundaria canterlot. La trama de la película consiste en las amigas de Twilight Sparkle y Sunset Shimmer de la (Secundaria Canterlot,/Canterlot High School/Escuela Canterlot) en necesidad de ayuda de Twilight.

## Trama
Coincidiendo con el final de la primera película, Adagio Dazzle y sus camaradas, Sonata Dusk y Aria Blaze (que habían sido desterradas de Equestria), están utilizando una canción impulsada como hechizo canción para alimentarse de las emociones negativas de los que les rodean. Cuando las personajes Mane Six derrotan la forma de demoníaca de Sunset Shimmer, Adagio siente la magia, reconociendo que proviene de Equestria donde fueron desterradas de allí, y hacen planes para investigar más a fondo. 
Más tarde, en la Secundaria Canterlot, Sunset Shimmer está tratando de redimirse a sí misma con el resto del cuerpo estudiantil, pero se niegan a aceptarla, aunque las amigas de Twilight Sparkle todavía valoran su nueva amistad con Sunset. La escuela se está preparando para el espectáculo musical anual, y Rainbow Dash está llevando sus amigas en la preparación de su banda, Las Rainbooms, para el evento; se dan cuenta de que se transforman en formas medio-poni cuando tocan sus instrumentos, pero no entendiendo el por qué. Rainbow Dash clama que Las Rainbooms es su banda, ya que era su idea para iniciarlo para que las niñas pudiesen estar en el escaparate. Esta afirmación parece enfadar a Rarity. Sunset es más tarde llamada a introducir tres nuevos estudiantes alrededor de la escuela, las cuales resultan ser Adagio y sus lacayas. Sunset sospecha que las tres son diferentes de los otros estudiantes, y las demás ven más de esto cuando Adagio, Sonata, y Aria cantan una canción que pone el resto del cuerpo estudiantil en el borde entre sí, convirtiendo el espectáculo musical en una Batalla de las Bandas. Encontrando que las directoras Celestia y Luna ya están bajo el hechizo de las tres, ahora conocidas por el nombre de las Dazzlings, Sunset y las otras sospechan que están protegidas por su conexión con la magia de Equestria. Inspirada por esto, Sunset recuerda un libro que le habían dado antes de cruzar al mundo humano de parte de la Princesa Celestia que le permitiera escribir un mensaje que aparecería en otro libro. Ella utiliza esta opción para enviar un mensaje a Twilight Sparkle para pedir su ayuda. 
En Equestria, Twilight sigue ajustándose al nuevo castillo (a partir de los acontecimientos de El Reino de Twilight en el final de la cuarta temporada), y recibe un envío de libros de la Princesa Celestia para ayudar a rellenar su biblioteca. Uno de los libros es el libro compañero del libro de Sunset, y ella descubre la petición de Sunset; Twilight determina que las Dazzlings deben ser sirenas que se alimentaban de la energía negativa que crearon a través de su canción, y que habían sido expulsadas de Equestria por Star Swirl el Barbado. Con la ayuda de sus amigas, Twilight es capaz de crear un medio para utilizar el poder del nuevo castillo para abrir el espejo mágico que le permite a ella y Spike para viajar a través del espejo. En el mundo humano, Twilight se reúne rápidamente con sus amigas y ponerse al día sobre los acontecimientos. Cuando explican el hechizo de las Dazzlings en la escuela, Twilight sugiere que ella puede lanzar un hechizo a través del canto para contrarrestar su magia. Sin embargo, cuando tratan de hacerlo a las Dazzlings, el hechizo no funciona; Twilight sospecha de que deben utilizar el hechizo mientras actúan en la banda (desencadenando sus transformaciones poni), y hacen planes para volver a usarla durante la Battle of the Bands. Las Dazzlings se alertan a la posibilidad de la magia que Twilight podría tener e intensifican su control sobre el cuerpo estudiantil, poniéndolos a cabo para tratar de derrotar a las Rainbooms durante la Batalla de las Bandas. 
En la Battle of the Bands, las Rainbooms descubren que gran parte de la escuela se ha vuelto contra ellas, pero todavía son capaces de superar mejor a cada banda que las desafían. En el desafío final contra Trixie y las Illusions, Rainbow Dash está a punto de estallar en una canción que iniciaría sus transformaciones en poni, pero Sunset la detiene, sabiendo que esto podría exponer el plan para las Dazzlings. Las Dazzlings engañan a Trixie y a su banda en atraer a las Rainbooms a una trampa para impedirles participar en la ronda final, durante la cual las Dazzlings evocan su más poderoso hechizo mágico para alimentarse de los estudiantes. Mientras están atrapadas, las amigas discuten entre sí hasta el punto de que Twilight se decepciona de sí misma y se queda llorando en un rincón, entonces Sunset da cuenta de que la hostilidad en su grupo es lo que está haciendo a las Dazzlings más poderosas, pues estas están absorbiendo el rainbow power. Estando de acuerdo en trabajar juntas, el grupo es rescatado por Spike y DJ-P0N3, que no fue afectada por el hechizo de las Dazzlings debido a los auriculares que llevaba siempre puestos. Con la ayuda de DJ-P0N3 para proporcionar un escenario improvisado, las Rainbooms empiezan a cantar en contra de las Dazzlings, mientras que sus transformaciones poni ayudan a potenciar el hechizo de Twilight. Las Dazzlings liberan sus formas ecuestres para combatir a las Rainbooms, Twilight al estar contra la pared se da cuenta de que necesitan a Sunset y finalmente le pide ayuda, Sunset se pone adelante y comienza a cantar y pronto se une a las demás; con su magia detrás de ella, ella también se transforma, y la banda completa está a punto de romper el hechizo de las Dazzlings y destruyen las gemas que llevan que les otorgaban poder. Derrotadas, las Dazzlings se escapan mientras que el resto de la escuela celebra. 
Twilight y Spike regresan a Equestria con la capacidad de volver en cualquier momento, mientras que Sunset es aceptada por el cuerpo estudiantil y se integra en las Rainbooms como cantante principal y guitarrista. Mientras la película termina, se muestra a Sunset escribiendo a Twilight a través de su libro, lo que permite a las dos mantenerse en contacto. 
Después de los créditos de la película, la contraparte Twilight Sparkle del mundo humano (no es una princesa pero es una científica) (junto con su perro Spike del mundo humano, que es no sensible y sólo ladra), que ha estado estudiando la actividad extraña alrededor de la Secundaria Canterlot, promete investigar la cuestión más a fondo.

## Reparto
| Personaje          | Actor/Actriz original Estados Unidos                    | Actor/Actriz de doblaje · México                                                                                | Actor/Actriz de doblaje · España                       |
| ------------------ | ------------------------------------------------------- | --- | ------------------------------------------------------ |
| Twilight Sparkle   | Tara Strong (diálogos) Rebecca Shoichet (canciones)     | Carla Castañeda (diálogos y canciones) Victoria "Tori" Domínguez (canción "Bienvenido al Show")                 | Yolanda Gispert (diálogos) Minneiah Gordo (canciones)  |
| Sunset Shimmer     | Rebecca Shoichet                                        | Circe Luna (diálogos y coros) Victoria "Tori" Domínguez (canciones)                                             | Gloria Cano (diálogos) Anna Cano (canciones)           |
| Applejack          | Ashleigh Ball                                           | Claudia Motta (diálogos y canciones) Victoria "Tori" Domínguez (canción "La Amistad Va A Durarnos Por Siempre") | Ariadna Jiménez (diálogos) Anna Orra (canciones)       |
| Rainbow Dash       | Ashleigh Ball                                           | Analiz Sánchez                                                                                                  | Eva Ordeig (diálogos) Dámaris Aragón (canciones)       |
| Pinkie Pie         | Andrea Libman (diálogos) Shannon Chan-Kent (canciones)  | Melissa Gedeón                                                                                                  | Carmen Calvell (diálogos) Anna Cano (canciones)        |
| Fluttershy         | Andrea Libman                                           | Maggie Vera | Carmen Ambrós (diálogos) Dámaris Aragón (canciones)    |
| Rarity             | Tabitha St. Germain (diálogos) Kazumi Evans (canciones) | Elsa Covián | Marina García Guevara (diálogos) Anna Cano (canciones) |
| Vicedirectora Luna | Tabitha St. Germain                                     | Laura Ayala | Carmen Ambrós                                          |
| Photo Finish       | Tabitha St. Germain                                     | Laura Ayala |                                                        |
| Spike              | Cathy Weseluck                                          | Cecilia Gómez                                                                                                   | Sofía García                                           |
| Adagio Dazzle      | Kazumi Evans                                            | Diana Alonso (diálogos)                                                                                         | Noemí Bayarri                                          |
| Adagio Dazzle      | Kazumi Evans                                            | Sandra Domínguez (canciones) Tori Domínguez (canción "Bienvenido Al Show")                                      | Noemí Bayarri                                          |
| Sonata Dusk        | Marÿke Hendrikse (diálogos)                             | Hiromi Hayakawa (diálogos) (†)                                                                                  | Carla Torres (diálogos)                                |
| Sonata Dusk        | Madeline Merlo (canciones)                              | Samantha Domínguez (canciones)                                                                                  | Anna Cano (canciones)                                  |
| Aria Blaze         | Diana Kaarina (diálogos)                                | Jessica Ortiz (diálogos)                                                                                        | Meritxell Ané (diálogos)                               |
| Aria Blaze         | Shylo Sharity (canciones)                               | Fela Domínguez (canciones)                                                                                      | Minneiah Gordo (canciones)                             |
| Flash Sentry       | Vincent Tong                                            | Javier Olguín                                                                                                   | Marcel Navarro                                         |
| Directora Celestia | Nicole Oliver                                           | Rebeca Patiño                                                                                                   | Carmen Calvell                                         |
| Trixie             | Kathleen Barr                                           | Leyla Rangel | Ana María Camps                                        |
| Apple Bloom        | Michelle Creber                                         | Susana Moreno                                                                                                   | Anna Orra                                              |
| Maud Pie           | Ingrid Nilson                                           | Jessica Ortiz                                                                                                   | ?                                                      |
| Big McIntosh       | Peter New                                               | Héctor Moreno                                                                                                   | ?                                                      |
| Snips              | Lee Tockar                                              | Miguel Ángel Ruiz                                                                                               | Javier Roldan                                          |
| Snails             | Richard Ian Cox                                         | Arturo Castañeda                                                                                                | ?                                                      |

### Coros
- Axel Moss
- Carla Cerda
- Claudia Bramnfsette
- Fela Domínguez
- Maggie Vera
- Samanta Domínguez

## Estreno
Durante una exposición, una niña vio unas muñecas Equestria Girls con un diseño diferente. Dos empleados de Hasbro presentes en esa exposición le dijeron que son de la próxima película llamada My Little Pony: Equestria Girls - Rainbow Rocks. El 14 de febrero de 2014 se revela el primer tráiler de la película dando a conocer a la mayoría de los personajes de la película y su vestimenta. 
Se produjeron 8 cortos para que su espera no fuera intrigante. Estos cortos son emitidos principalmente por el canal oficial de Hasbro, siendo revelados todos, mientras que en Latinoamérica son emitidos por varios canales siendo revelados hasta el momento 6 de estos cortos y en España por el canal oficial con 4 cortos.
En Chile, la película fue estrenada en dos únicas funciones del 1 y 2 de noviembre a las 11 de la mañana en los complejos Cine Hoyts en Santiago, Antofagasta, Talca y Temuco, y en Argentina, fue estrenada el 29 de noviembre de 2014 en horario estelar a las 09:00 pm. La película se estrenó en Discovery Kids el 15 de noviembre de 2014, en horario estelar a las 09:00 pm.

## Cortos
Antes del estreno de la película se emitieron una serie de cortos protagonizados por las mane Six, en cada uno se mostraba la ponificación de ellas:
1. Música celestial
2. Centrada en la guitarra
3. Hamstocalípsis ahora
4. Pinkie 1, 2, 3, 4
5. Pianola